# イオンフィナンシャルサービス
イオンフィナンシャルサービス株式会社（英: AEON Financial Service Co., Ltd.）は、イオングループにおける総合金融持株会社。東京都千代田区神田錦町に本社を置く。
東証プライム上場企業。

## 概要
かつてはイオンクレジットサービス株式会社（初代）として、クレジットカード・信用保証事業を営んでいた。しかし2013年4月1日、イオングループの金融事業再編に伴い、金融持株会社へと移行した。
事業再編のスキームとしては、
1. 吸収分割により、イオンクレジットサービス（初代）のクレジットカード事業をイオン銀行に承継。
2. 新設分割により、イオンクレジットサービス（初代）の2を除く全事業をイオンクレジットサービス（2代）[注釈 1]に承継。
3. イオンクレジットサービス（初代）は金融持株会社として、イオンフィナンシャルサービス株式会社へ社名変更。

というものである。
2019年4月1日、事業会社への移行。これと同時に、中間持株会社のAFSコーポレーション（同年1月4日設立）に対し、イオン銀行を含む国内外子会社（一部）を譲渡した。

## 沿革
参照：
1980年（昭和55年）
- 「ジャスコカード」発行開始。

1981年（昭和56年）
- 6月20日 - ジャスコ（現：イオン）の100%子会社として、日本クレジットサービス株式会社設立。

1984年（昭和59年）
- 4月 - 貸金業者の登録（関東財務局長（1）第00215号）

1987年（昭和62年）
- 10月 - 香港支店を開設、海外事業を開始。

1989年（昭和64年/平成元年）
- 7月 - 割賦購入あっせん業者の登録（登録番号　関　第17号）
- 9月 -「ジャスコグループ」から「イオングループ」へ名称変更。

1990年（平成2年）
- 1月 - 100％子会社として、エヌ・シー・エス興産（後のイオン保険サービス）を設立。
- 7月 - 香港現地法人として、NIHON CREDIT SERVICE (ASIA) CO., LTD.（現：AEON CREDIT SERVICE (ASIA) CO., LTD.）を設立。

1992年（平成4年）
- タイ現地法人として、SIAM NCS CO., LTD.（現：AEON THANA SINSAP (THAILAND) PCL.）を設立。

1994年（平成6年）
- 8月 - イオンクレジットサービス株式会社に社名変更。
- 12月 - 株式店頭登録。

1996年（平成8年）
- 12月 - 東京証券取引所市場第二部に上場。

1998年（平成10年）
- 8月 - 東京証券取引所市場第一部に指定。

1999年（平成11年）
- 2月 - 100%子会社として、エー・シー・エス・クレジットマネジメント（現：エー・シー・エス債権管理回収）を設立。
- 12月 - 台湾現地法人として、AEON CREDIT SERVICE (TAIWAN) CO., LTD.を設立。

2000年（平成12年）
- 5月 - 深圳市（中国）現地法人として、AEON INFOMATION SERVICE (SHENZHEN) CO., LTD.を設立。
- 10月 -「イオンカード」発行開始。

2002年（平成14年）
- 8月 - 台湾現地法人として、AEON CREDIT CARD (TAIWAN) CO., LTD.を設立。

2003年（平成15年）
- 12月 -「イオンゴールドカード」発行開始。

2005年（平成17年）
- 1月 - タイ現地法人として、ACS INSURANCE BROKER (THAILAND) CO., LTD.を設立。

2006年（平成18年）
- 5月 - インドネシア現地法人として、PT.AEON CREDIT SERVICE INDONESIAを設立。
- 8月 - 北京市（中国）現地法人として、AEON CREDIT GUARANTEE (CHINA) CO., LTD.を設立。
- 10月 - タイ現地法人として、ACS LIFE INSURANCE BROKER (THAILAND) CO., LTD.を設立。
- 11月 - ケータイクレジット「イオンiD」のサービス開始。
- 12月 - 貸金業法（2006年改正法）が成立（2010年6月18日施行）

2007年（平成19年）
- 2月 - イオンカードにSuica機能を搭載した「イオンSuicaカード」を発行開始。
- 3月 - タイ現地法人として、ACS SERVICING (THAILAND) CO., LTD.を設立。
- 4月 - グループ電子マネー「WAON」の発行開始、「WAON一体型イオンカード」の発行開始
- 10月 - 金融庁による銀行業の営業免許取得に伴い、イオン銀行[注釈 2]が開業[9]。

2008年（平成20年）
- 2月 - フィリピン現地法人として、AEON CREDIT TECHNOLOGY SYSTEM (PHILIPPINES) INC.（現：AEON CREDIT SERVICE SYSTEMS (PHILIPPINES) INC.）を設立。
- 2月 - 連結子会社のエヌ・シー・エス興産が、イオンおよびイオンモールの保険代理店事業を承継。イオン保険サービス発足。
- 5月 - ベトナム現地法人として、ACS TRADING VIETNAM CO., LTD.を設立。
- 11月 - 香港現地法人として、AEON INSURANCE BROKERS (HK) LIMITEDを設立。

2009年（平成21年）
- 2月 -「イオンカードセレクト」の発行開始
- 7月 - イオンとNTTドコモを含む3社合弁会社として、イオンマーケティングを設立[10]。

2010年（平成22年）
- 7月 - MC少額短期保険（後のイオン少額短期保険）の株式取得、子会社化。
- 10月 - 総合金融ポータルサイト「暮らしのマネーサイト」を開設

2011年（平成23年）
- 2月18日 - イオン保険サービスの全株式をイオン銀行に売却[11]。
- 3月 - インド現地法人として、AEON CREDIT SERVICE INDIA PTE. LTD.を設立。
- 4月 - 瀋陽市（中国）現地法人として、AEON MICRO FINANCE (SHENYANG) CO., LTD.を設立。
- 10月 - カンボジア現地法人として、AEON MICRO FINANCE (CAMBODIA) PLC.を設立。

2012年（平成24年）
- 1月27日 - 東芝住宅ローンサービス（現：イオン住宅ローンサービス）の株式取得、子会社化[12][13]。
- 3月31日 - イオン銀行とイオンコミュニティ銀行が合併[14][15]。
- 6月 - 中国事業の統括会社として、AEON Credit Holdings (Hong Kong) Co., Ltd.（現：AEON FInancial Service (Hong Kong) Co., Ltd.）を設立。
- 6月 - 天津市（中国）現地法人として、AEON Micro Finance (Tianjin) Co., Ltd.を設立。
- 10月 - ラオス現地法人として、AEON LEASING SERVICE (LAO) CO., LTD.を設立。
- 11月 - ミャンマー現地法人として、AEON MICRO FINANCE (MYANMAR) CO., LTD.を設立。

2013年（平成25年）
- 1月1日 - イオン銀行を完全子会社化[16][17]。これに伴い、イオン保険サービスを再び連結子会社化。
- 3月27日 - 金融庁より金融持株会社への移行に関する許可が下りる[18]。
- 4月1日 - 金融持株会社への移行、イオンフィナンシャルサービス株式会社へ社名変更（上記参照）。
- 5月16日 - 東芝ファイナンス（後のイオンプロダクトファイナンス）の全株式を取得、完全子会社化[19][20]。

2015年（平成27年）
- 11月 - イオンクレジットサービス（2代）が連結子会社として、ACSリースを設立。

2019年（平成31年/令和元年）
- 4月1日 - グループ組織再編を実施、事業会社へ移行（上記参照）。

2020年（令和2年）
- 3月31日 - アリアンツ生命保険[注釈 3]（後のイオン・アリアンツ生命保険）の株式60%を取得し子会社化[21][22]。

2021年（令和3年）
- 9月1日 -「AEON Pay」のサービス開始。
- 9月11日 -「ときめきポイント」を「WAON POINT」に統一。[23]

2022年（令和4年）
- 4月4日 - 東京証券取引所の市場区分の見直しにより、プライム市場に移行。
- 11月1日 -「イオンカード」の券面デザインを全面的にリニューアル

2023年（令和5年）
- 6月1日 - 連結子会社のイオンクレジットサービス（2代）を吸収合併[24]。
- 6月 - フェリカポケットマーケティングの株式74.9%を取得し子会社化[25]。
- 7月 - AEON CREDIT CARD (TAIWAN) CO., LTD.の清算結了、台湾事業から撤退。

2024年（令和6年）
- 3月25日 - イオンプロダクトファイナンスの全株式をオリエントコーポレーションへ譲渡[26]（同日付でオリコプロダクトファイナンスへ商号変更）。

2025年（令和7年）
- 7月1日 - イオン・アリアンツ生命保険の株式の大半を明治安田生命保険へ譲渡。同社には引き続き出資するものの子会社から外れ、生命保険事業から撤退[27]。

## 歴代代表

### 会長
| 氏名      | 期間                  | 備考                                                                                    |
| --------- | --------------------- | --------------------------------------------------------------------------------------- |
| 浅野和郎  | 1999年5月 - 2003年3月 | 元東京三菱銀行常務取締役、任期中に心疾患で逝去                                          |
| --------- | 2003年3月 - 2008年5月 | （会長不在期間）                                                                        |
| 森美樹    | 2008年5月 - 2010年5月 | 元イオンCS代表取締役社長                                                                |
| 井元哲夫  | 2010年5月 - 2011年5月 | CFSコーポレーション代表取締役会長を兼務                                                 |
| --------- | 2011年5月 - 2013年4月 | （会長不在期間）                                                                        |
| 原口恒和  | 2013年4月 - 2014年6月 | 元国民生活金融公庫副総裁、元金融庁総務企画局長                                          |
| --------- | 2014年6月 - 2016年6月 | （会長不在期間）                                                                        |
| 鈴木正規  | 2016年6月 - 2023年5月 | 元環境省事務次官、元財務省大臣官房総括審議官                                            |
| 白川俊介  | 2023年5月 - （現任）  | 元財務省関東財務局長、イオン銀行取締役会長を兼務、2025年1月14日より代表取締役社長兼任。 |

### 社長
| 氏名     | 期間                  | 備考                                                                                       |
| -------- | --------------------- | ------------------------------------------------------------------------------------------ |
| 森美樹   | 1995年5月 - 2008年5月 | 元イオンCS専務取締役                                                                       |
| 神谷和秀 | 2008年5月 - 2014年3月 | 元イオンCS専務取締役                                                                       |
| 原口恒和 | 2014年3月 - 2014年6月 | イオンFS代表取締役会長を兼務（臨時的に就任）                                               |
| 山下昭典 | 2014年6月 - 2016年6月 | イオン専務執行役 総合金融事業CEOを兼務                                                     |
| 河原健次 | 2016年6月 - 2020年5月 | 元イオン・リートマネジメント代表取締役社長                                                 |
| 藤田健二 | 2020年5月 - 2025年1月 | 元AEON THANA SINSAP（タイ）社長 イオン銀行が金融庁から業務改善命令を受けた責任をとり辞任。 |
| 白川俊介 | 2025年1月 - （現任）  | 代表取締役会長と兼任                                                                       |

## 不祥事
- 2013年9月13日 - 台湾の現地法人2社において粉飾決算および元取締役による横領が判明[29][30]。
- 2015年4月 - 2005年3月のシステム更新時でのプログラムミスに起因する大量の利息過剰請求問題が発覚。また、利息計算を正常に行うことができないシステムを10年以上もの間、そのまま運用しその間の利息計算を手作業で対応していたことが判明[31][32]。
- 2019年11月1日 - フィリピン現地法人のAEON CREDIT SERVICE (PHILIPPINES) INC.において粉飾決算が判明[33]。

## グループ会社

### 事業会社グループ
- イオン保険サービス株式会社 - 生命保険業、損害保険業
- イオン少額短期保険株式会社 - 少額短期保険業
- エー・シー・エス債権管理回収株式会社 - 債権管理回収業者
- ACSリース株式会社 - 各種物件のリース業務、割賦販売
- フェリカポケットマーケティング株式会社 - 自治体向けデジタルソリューションの提供
- AEON Financial Service (Hong Kong) Co.,Ltd. - 中国事業統括会社
  - AEON CREDIT SERVICE (ASIA) CO., LTD.（54％）- クレジットカード事業、ローン事業。香港証券取引所（メインボード、SEHK: 900）上場。
    - AEON INFORMATION SERVICE (SHENZHEN) CO., LTD.
    - AEON INSURANCE BROKERS (HK) LIMITED
    - AEON MICRO FINANCE (SHENZHEN) CO., LTD.

- AEON THANA SINSAP (THAILAND) PCL.（54.3%(間接含む)）- タイ証券取引所上場。
  - ACS SERVICING(THAILAND)CO., LTD.
  - AEON Leasing Service (Lao) Co., Ltd.
  - AEON Microfinance (Myanmar) Co., Ltd.
  - ATS Rabbit Special Purpose Vehicle Co., Ltd.（48.7%）

- ACS CAPITAL Co., Ltd.（29%）- タイ王国での外国人事業法（2000年3月施行）による出資規制に基づき設立。[注釈 4]

- ACS TRADING VIETNAM CO., LTD.（2008年6月設立）(100%出資)
- Post and Telecommunication Finance Co., Ltd. - 全株式取得予定[34]

- AEON CREDIT SERVICE (M) BERHAD（61.5%）[注釈 5]- マレーシア証券取引所メインボード上場。
  - AEON CREDIT CARD (TAIWAN) CO., LTD.
  - AEON INSURANCE BROKERS (M) SDN. BHD.
  - AEON BANK (M) BERHAD（50%）

- PT. AEON CREDIT SERVICE INDONESIA（95.5%(間接含む)）

- AEON CREDIT SERVICE SYSTEMS (PHILIPPINES) INC.

- AEON CREDIT SERVICE INDIA Pvt. Ltd.

### 銀行持株会社グループ
- AFSコーポレーション株式会社 - 銀行持株会社グループの経営管理
  - 株式会社イオン銀行 - 銀行業
  - イオン住宅ローンサービス株式会社 - 住宅ローン関連事業、生命保険・損害保険の代理店業務
  - AEON CREDIT SERVICE (PHILIPPINES) INC. - フィリピンにおけるクレジットカード事業
  - AEON SPECIALIZED BANK (CAMBODIA) PLC. - カンボジアにおける専門銀行

### 持分法適用関連会社
- FUJITSU CREDIT SERVICE SYSTEMS (TIANJIN) CO., LTD.（イオンFS49%、富士通（中国）社51%）